# 지적재산고등재판소
지적재산고등재판소(일본어: 知的財産高等裁判所)는 일본 특허청의 심결에 대한 취소소송 및 지적재산에 관련된 민사소송의 항소사건 등을 처리하는 일본 도쿄고등법원의 지부이다. 1950년에 개설된 도쿄고등재판소의 산하 부서였던 지적재산부를 전신으로 하고 있다.
2004년 6월에 지적재산고등재판소설치법이 제정되었고 그 뒤 같은 법에 의거하여 2005년 4월 1일에 설립되었다.

## 역사
지적재산고등재판소는 1948년, 일본의 특허법 개정으로 도쿄고등재판소의 관할로 하는 지적재산부(제 5 특별부)가 1950년 11월에 심결취소, 소송사건 및 지적재산권 관련 항소사건을 전담하는 것으로부터 시작되었다.
지적재산부는 이후 민사부 내에 지적재산관 관련 사무, 사건들을 담당하는 전담 부서를 설치했다. 1958년 3월에는 제6 민사부, 1959년 12월에 제13 민사부, 1985년 1월에 제18 민사부, 2002년 4월에는 제3 민사부가 각각 차례대로 설립되었다.
그러다 2004년 4월 1일에 시행된 「민사소송법 등의 일부를 개정하는 법률」에 의하여 기존의 민사부들은 지적재산부 산하 제 1, 2, 3, 4부서로 명칭이 변경되었으며 특허권 등에 관한 소송의 경우에는 5 명의 재판관 합의체로 구성된 대합의제가 있어야 한다는 조항에 따라서 이를 위해 제6 특별부가 창설되었다.
2004년 6월에는 「지적재산고등재판소설치법」과 「재판소조직법등의일부를개정법률」의 재정으로 2005년 4월 1일에 현재의 지적재산고등재판소가 설치되었으며 2022년에는 지금의 지적재산 고등재판소・도쿄지방재판소 나카메구로청사(비즈니스 법정)로 이전했다.